# Noc w Varennes
Noc w Varennes (fr. La Nuit de Varennes) – francusko-włoski film historyczny z 1982 roku w reżyserii Ettorego Scoli, którego scenariusz powstał na podstawie książki La Nuit de Varennes ou l'Impossible n'est pas français autorstwa Catherine Rihoit.

## Opis fabuły
W nocy z 20 na 21 czerwca 1791 pisarz Restif de La Bretonne jest świadkiem skrytego wyjazdu karocy z Paryża. Zaintrygowany, puszcza się za nią w pogoń wraz z Casanovą. Po kilku godzinach odkrywają, że karocą przemieszcza się francuska para królewska, Ludwik XVI i Maria Antonina, którzy uciekają przed rewolucją.

## Nagrody
Film otrzymał trzy włoskie nagrody filmowe w 1983: za najlepszy scenariusz, najlepsze kostiumy oraz najlepszą scenografię.

## Obsada
- Jean-Louis Barrault jako Restif de La Bretonne
- Marcello Mastroianni jako Giacomo Casanova, kawaler de Seingault
- Hanna Schygulla jako hrabina Sophie de la Borde
- Harvey Keitel jako Thomas Paine
- Jean-Louis Trintignant jako sklepikarz Sauce
- Hugues Quester jako Jean-Louis Romeuf, wysłannik Zgromadzenia Narodowego
- Yves Collignon jako poczmistrz Drouet
- Michel Piccoli jako Ludwik XVI, król Francji
- Eléonore Hirt jako Maria Antonina, królowa Francji